# NGC 5305
NGC 5305 é uma galáxia espiral barrada (SBb) localizada na direcção da constelação de Canes Venatici. Possui uma declinação de +37° 49' 34" e uma ascensão recta de 13 horas, 47 minutos e 55,7 segundos.
A galáxia NGC 5305 foi descoberta em 17 de Março de 1787 por William Herschel.